# Kubaryia pilikia
Kubaryia pilikia é uma espécie de gastrópode  da família Assimineidae.
É endémica de Palau.